# 克里利翁半岛
克里利翁半岛亦稱能登吕半岛（日语：／），是俄羅斯萨哈林岛西南部的半岛。

## 名称
此半岛的俄语名「克里利翁」係源自法国航海家路易·德·克里永，日语名“能登吕”則源自阿伊努语的“ノツオロ”，意为“有海角的地方”。

## 地理
克里利翁半岛中部是南卡梅绍维山脉，在半岛区域长约100公里。最南端的海角克里利翁角隔宗谷海峡与北海道的宗谷岬相对。东海岸临阿尼瓦湾，由南向北有阿納斯塔西婭角和科纳别耶夫卡角，东北临洛索謝伊灣；西海岸临鞑靼海峡，由南向北有库兹涅佐夫角、温季斯角、波格丹诺维奇角和洛帕京角，距莫涅龍島50公里。最高点远节山（竹山）海拔588米。地域被针叶林和竹覆盖，有阔叶林分布在距海近的温暖区域。

### 气候
克里利翁半岛西部是全岛最温暖的地方。年平均氣溫约6.5℃。月平均气温8月最高，达20℃；最低的1月约6℃。全年最高气温30℃，最低气温-24℃。濕度高，降雨量大。年平均濕度74.8%，7月相對濕度69.4%，11月69.4%。降水主要在夏末初秋，年平均降水量約800毫米，年降水日数239天。在冬季，積雪的高度達到25-35釐米。冬季多北风，夏季盛行西风和南风。海拔0米處的平均風速為3.3米/秒。一年中，阴52%、晴12%、多雲36%。日照時間每年1650小時。